# Episodi di Web Therapy (terza stagione)
La terza stagione della serie televisiva Web Therapy è stata trasmessa in prima visione negli Stati Uniti d'America da Showtime dal 23 luglio al 24 settembre 2013.
In Italia la stagione è stata pubblicata su TIMvision il 3 agosto 2015.
| nº | Titolo originale          | Titolo italiano           | Prima TV USA      | Prima TV Italia |
| -- | ------------------------- | ------------------------- | ----------------- | --------------- |
| 1  | Relax, Reboot, Revenge    | Relax, Reboot, Revenge    | 23 luglio 2013    | 3 agosto 2015   |
| 2  | Who Doesn't Love Musicals | Who Doesn't Love Musicals | 30 luglio 2013    | 3 agosto 2015   |
| 3  | Believe It or Not         | Believe It or Not         | 6 agosto 2013     | 3 agosto 2015   |
| 4  | Case Files                | Case Files                | 13 agosto 2013    | 3 agosto 2015   |
| 5  | Stage Struck              | Stage Struck              | 20 agosto 2013    | 3 agosto 2015   |
| 6  | Love Stories              | Love Stories              | 27 agosto 2013    | 3 agosto 2015   |
| 7  | Games People Play         | Games People Play         | 3 settembre 2013  | 3 agosto 2015   |
| 8  | Husband Hunting           | Husband Hunting           | 10 settembre 2013 | 3 agosto 2015   |
| 9  | Affairs to Remember       | Affairs to Remember       | 17 settembre 2013 | 3 agosto 2015   |
| 10 | No Place Like Home        | No Place Like Home        | 24 settembre 2013 | 3 agosto 2015   |